# Predrag Štromar

Predrag Štromar (Varaždin, 13. siječnja 1969.), je hrvatski političar. Bivši je potpredsjednik Vlade Republike Hrvatske te bivši predsjednik HNS-a. Ministar graditeljstva i prostornog uređenja te potpredsjednik vlade je od 9. lipnja 2017. do 23. srpnja 2020. godine. 

## Životopis
U Varaždinu je završio Srednju školu. 1993. završio je Ekonomski fakultet u Zagrebu. 

### Politička karijera
Član je Hrvatske narodne stranke (HNS) od 1990. Bio je i na dužnosti Varaždinskog župana, te predsjednik županijske zajednice HNS-a. Bio je i izvršni direktor varaždinske INAe. 
U lipnju 2017., Štromar i Blaženka Divjak jedini su prihvatili koaliciju s HDZ-om u Saboru. Od 9. lipnja 2017. vrši dužnost potpredsjednika Vlade RH i ministra graditeljstva i prostornog uređenja do 23. srpnja 2020. Od 6. lipnja 2017., privremeni je predsjednik HNS-a umjesto Ivana Vrdoljaka.  24. svibnja postao je Predsjednik Hrvatske narodne stranke (HNS) do 12. prosinca 2020. godine kada ga nasljeđuje Stjepan Čuraj.

### Osobni život
Trenutačno živi u Vinici kraj rodnog Varaždina.